# Dean Zayas
Dean Zayas Pereira (17 de octubre de 1938 - 3 de febrero de 2022) fue un actor, director, dramaturgo, autor, poeta, profesor de artes dramáticas y presentador de programas de televisión puertorriqueño. Dirigió algunas de las telenovelas más conocidas de Puerto Rico, como Cristina Bazán, Coralito y Tanairí, entre otras. Zayas fue catedrático de la Universidad de Puerto Rico en Río Piedras, por más de 50 años.

## Biografía
Zayas Pereira nació en Barrio Cañas en Caguas, Puerto Rico. Su padre era un agricultor que pasaba muchas horas leyendo libros agrícolas y Zayas Pereira se convirtió en un ávido lector. Zayas Pereira tenía una vívida imaginación con la que desarrolló amigos imaginarios; hablaba solo mientras pensaba que estaba hablando con otra persona. Su lectura constante y las conversaciones que tenía consigo mismo lo llevaron a crear historias elaboradas sobre él y sus amigos imaginarios, y convirtió esas historias en obras de teatro que representaría para su familia. Cuando estaba en quinto grado, su padre decidió llevarlo a una estación de radio local donde pudo hablar en un programa de radio con temas agrícolas.
La hermana de Zayas Pereira lo ayudó a conseguir un lugar en una obra de teatro llamada La Zapatera Prodigiosa, que había sido escrita por Federico García Lorca, antes de que cumpliera los 11 años. Pronto, su madre murió y él y sus hermanas se mudaron a la ciudad de Nueva York. En Estados Unidos, Zayas Pereira estudió secundaria y preparatoria antes de matricularse en la Universidad de Princeton, (de la que no se graduó), y, posteriormente, en la Universidad de Nueva York. Entre estudiar en esas dos universidades, Zayas Pereira trabajó en el departamento de publicidad de una empresa.
Después de una visita a su padre en Puerto Rico en la década de 1960, Zayas Pereira permaneció en su país de origen para inscribirse en la clase de teatro de la Universidad de Puerto Rico. Se graduó en 1963. Habiéndose graduado también de la Universidad de Nueva York con una maestría en teatro, Zayas Pereira se convirtió en profesor de teatro en la UPR en 1969 y también fue nombrado director del departamento de teatro de la universidad (este último título que ocupó hasta 2014). Zayas Pereira decidió que prefería la docencia y la dirección a la interpretación.
Eventualmente, Zayas Pereira fue contratado como director por el canal 2, un canal de Telemundo en Puerto Rico, donde su debut como director se produjo con la telenovela de 1980 El Ídolo, protagonizada por el venezolano José Luis Rodríguez y la cubano-puertorriqueña Marilyn Pupo. Luego dirigió Fue sin querer de 1982 y Coralito de 1983, donde dirigió, entre otros, a actores como la protagonista femenina Sully Díaz, Braulio Castillo, Claribel Medina (los tres últimos, todos puertorriqueños) y el mexicano Salvador Pineda. En 1985 dirigió Tanairi junto al mexicano Juan Ferrara como protagonista masculino y la puertorriqueña Von Marie Méndez como protagonista femenina. En 1989 dirigió Karina Montaner y en 1990 dirigió Aventurera, que fue su último trabajo como director de televisión, ya que decidió concentrarse en las producciones teatrales y en su lugar como profesor de actuación.
El 5 de octubre de 2016, Zayas Pereira recibió un grado honorario de la Universidad de Puerto Rico. Se retiró como profesor de esa institución en 2019.

## Anfitrión de la demostración
Durante 2001, Zayas Pereira fue contratado por WIPR canal 6, el canal educativo de televisión del gobierno puertorriqueño, para conducir un programa que se denominó "Estudio Actoral", una versión puertorriqueña del estadounidense "Inside the Actors Studio". Zayas Pereira entrevistó a estrellas como Lin-Manuel Miranda y Edward James Olmos (a quien recordó como su entrevista más memorable y como un "hombre inteligente, humano y sincero").

## Problemas de salud y muerte.
En su vejez, Zayas Pereira luchó contra problemas de espalda. Falleció en un hogar de ancianos en Bayamón, el 3 de febrero de 2022, a la edad de 83 años.

## Libro biográfico
Zayas Pereira escribió un libro sobre su vida que se publicó durante 2014, titulado Ese no es nadie, cuyo título se basó en un incidente que le pareció cómico un día en Telemundo Puerto Rico.